# Aragó-Tunnel (Barcelona)
| Haltepunkt Passeig de Gràcia |                          |                                                |                                                |
| Spurweite: | 1668 mm (Iberische Spur) |                                                |                                                |
| Stromsystem: | 3000 V =                 |                                                |                                                |
| |                          |                                                |                                                |
| \| \| \| von Sant Vicenç de Calders , Tarragona \| \| \| \| \| Barcelona-Sants \| \| \| \| \| nach Torre Baró \| \| \| \| \| Catalunya–Terrassa/Sabadell (Metro del Vallès) \| \| \| \| \| Passeig de Gràcia \| \| \| \| \| Barcelona-França \| Linienende \| \| \| \| ehem. Strecke von Maçanet-Massanes \| \| \| \| \| \| \| \| \| \| nach Torre Baró \| \| \| \| \| Abzweig Glòries \| \| \| \| \| Barcelona-Sants–Torre Baró \| \| \| \| \| von Barcelona-Sants \| \| \| \| \| El Clot-Aragó \| \| \| \| \| \| \| \| \| \| nach Maçanet-Massanes , Cerbère \| \| |                          |                                                |                                                |
| Strecke (im Tunnel) |                          | von Sant Vicenç de Calders , Tarragona         | von Sant Vicenç de Calders , Tarragona         |
| Bahnhof (im Tunnel) |                          | Barcelona-Sants                                | Barcelona-Sants                                |
| Abzweig geradeaus und nach rechts (im Tunnel) |                          | nach Torre Baró                                | nach Torre Baró                                |
| Kreuzung mit Tunnelstrecke (im Tunnel) |                          | Catalunya–Terrassa/Sabadell (Metro del Vallès) | Catalunya–Terrassa/Sabadell (Metro del Vallès) |
| Haltepunkt / Haltestelle (im Tunnel) |                          | Passeig de Gràcia                              | Passeig de Gràcia                              |
| Kopfbahnhof Streckenanfang · Strecke (im Tunnel) |                          | Barcelona-França                               | Linienende                                     |
| Abzweig geradeaus und ehemals nach rechts · Strecke (im Tunnel) |                          | ehem. Strecke von Maçanet-Massanes             | ehem. Strecke von Maçanet-Massanes             |
| Tunnelanfang · Strecke (im Tunnel) |                          |                                                |                                                |
| Abzweig geradeaus und nach links (im Tunnel) · Strecke (im Tunnel) |                          | nach Torre Baró                                | nach Torre Baró                                |
| Strecke (im Tunnel) · Strecke (im Tunnel) |                          | Abzweig Glòries                                | Abzweig Glòries                                |
| Strecke nach links (im Tunnel) · Kreuzung mit Tunnelstrecke (im Tunnel) · Abzweig geradeaus und nach rechts (im Tunnel) |                          | Barcelona-Sants–Torre Baró                     | Barcelona-Sants–Torre Baró                     |
| Abzweig geradeaus und von rechts (im Tunnel) |                          | von Barcelona-Sants                            | von Barcelona-Sants                            |
| Bahnhof (im Tunnel) |                          | El Clot-Aragó                                  | El Clot-Aragó                                  |
| Tunnelende |                          |                                                |                                                |
| Strecke |                          | nach Maçanet-Massanes , Cerbère                | nach Maçanet-Massanes , Cerbère                |

Der Aragó-Tunnel ist neben dem Meridiana- und Provença-Tunnel einer von drei Eisenbahntunneln (Rodalies) im Stadtzentrum Barcelonas in der autonomen Gemeinschaft Katalonien in Spanien.

## Geschichte

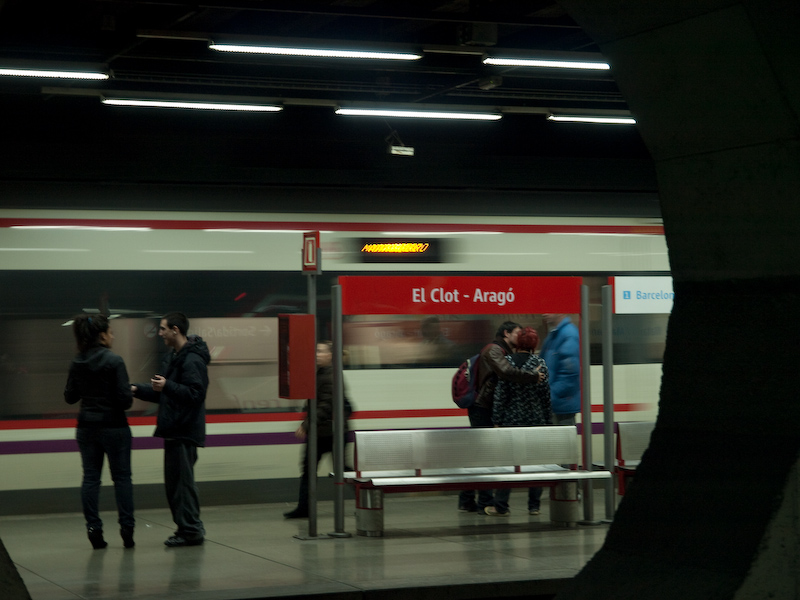
Bahnhof El Clot-Aragó

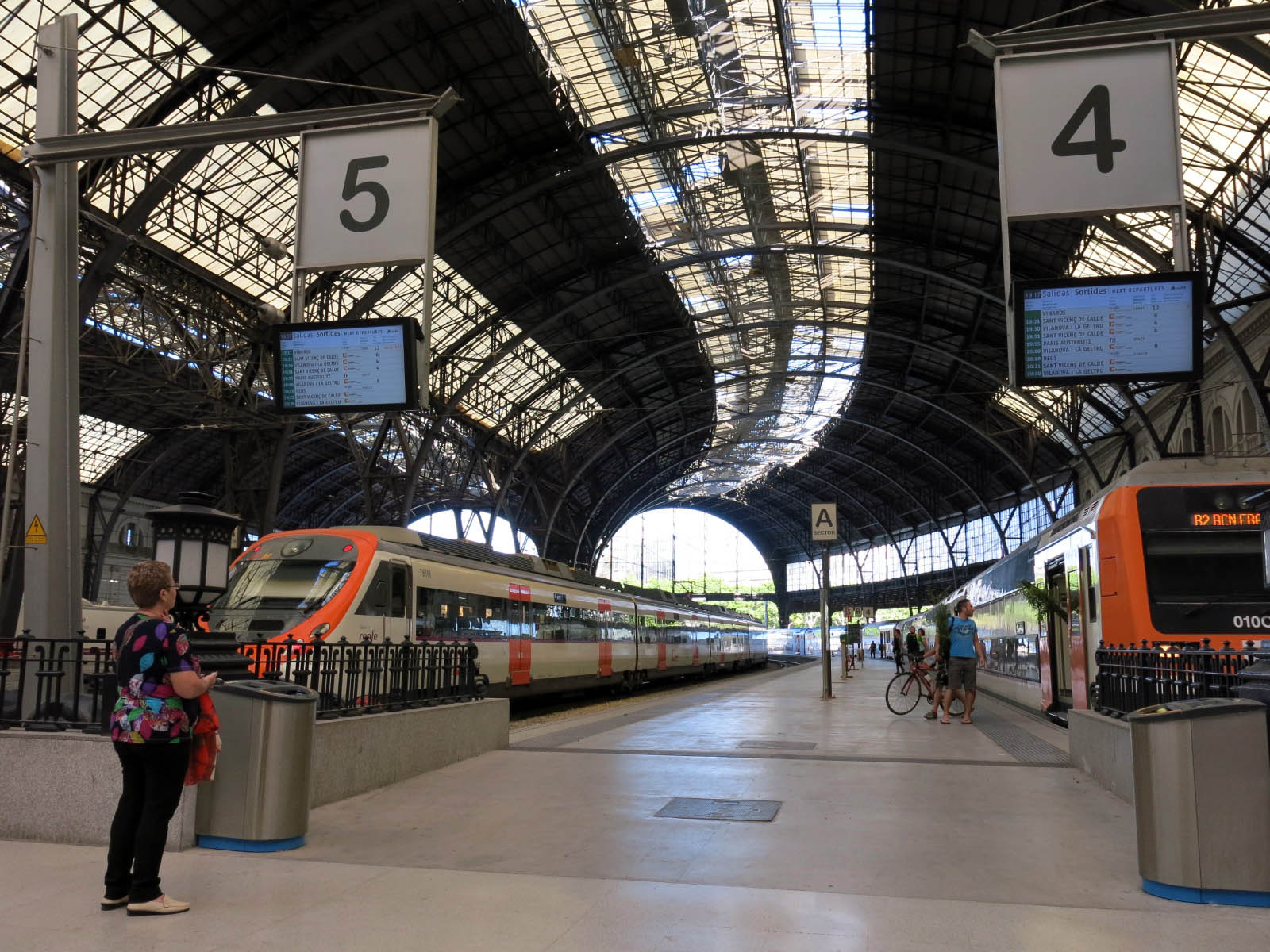
Bahnhof França

Der Aragó-Tunnel wurde zunächst als Einschnittsbahn im Verlauf der Straße Carrer d'Aragó errichtet, um eine Ost-West-Verbindung zwischen den zahlreichen neueröffneten Eisenbahnstrecken zu schaffen. 1902 wurde der Haltepunkt Aragó (heute Passeig de Gràcia) eröffnet. Seit Beginn der 1950er Jahre wurden der Einschnitt immer weiter gedeckelt, d. h. überbaut. Mit der Einweihung von Passeig de Gràcia, der gemeinsamen Umsteigestation zwischen der Metro und der Eisenbahn, war der Tunnel 1960 fertiggestellt.
| Eröffnungsdatum   | Streckenabschnitt                              |
| ----------------- | ---------------------------------------------- |
| 025. Oktober 1882 | Barcelona-Sants–El Clot-Aragó/Barcelona-França |

Die Strecke stellte damals auch die einzige Bahnverbindung zwischen Madrid und den wichtigen Bahnhöfen Barcelonas Estació del Nord (Nordbahnhof) und dem Bahnhof França („Französischer Bahnhof“) dar, somit fuhren auf der Trasse schon immer Fernzüge. Seit der Inbetriebnahme des normalspurigen Provença-Tunnels fahren nur noch die breitspurigen Euromed-Züge von Valencia bzw. Alicante durch den Aragó-Tunnel. 1975 ging der neue, unterirdische Hauptbahnhof Sants in Betrieb der an den Aragó-Tunnel anschloss. 1977 wurde auch der Meridiana-Tunnel in einem Neubauabschnitt mit dem Aragó-Tunnel verknüpft.

## Bedienung
Zwischen Barcelona-Sants und Barcelona-França verkehren Euromed-Fernzüge von und nach Valencia bzw. Alicante. Ferner existieren Regionalexpress-Verbindungen (in Spanien Media Distancia genannt) nach Tortosa, Flix bzw. Lleida-Pirineus. Der Abschnitt zwischen dem Bahnhof Sants und El Clot-Aragó ist die nördliche Stammstrecke der Rodalies und wird durch die Linien R2, R2 Nord und R2 Sud bedient.

## Streckenbeschreibung
Der Aragó-Tunnel beginnt am östlichen Bahnhofskopf des Bahnhofs Sants und verläuft zunächst unterhalb der Avinguda de Roma, später folgt er dem Straßenverlauf der Carrer d'Aragó.

### Passeig de Gràcia
Der Haltepunkt am bekannten Boulevard Passeig de Gràcia besteht aus zwei Außenbahnsteigen. Hier halten alle Züge der Rodalies und Regionalzüge. Ferner besteht Anschluss an die Metro-Linien L2, L3 und L4.

### El Clot-Aragó
Der viergleisige Bahnhof mit zwei Mittelbahnsteigen ist ein wichtiger Umsteigebahnhof zwischen den Rodalies-Linien und den Metrolinien L1 und L2 im Osten Barcelonas. Hier treffen die Rodalies-Linien R1, R2 und R2 Nord zusammen. Die Bahnsteige werden im Linienbetrieb befahren, d. h. der nördliche Bahnsteig von den Linien R2 und R2 Nord, in Richtung Sants (durch den Aragó-Tunnel) bzw. Richtung Granollers, der südliche Bahnsteig durch die R1 in Richtung Sants (durch den Meridiana-Tunnel) bzw. in Richtung Maçanet-Massanes. Kurz hinter dem Bahnhof endet der Aragó-Tunnel mit einer Rampe, wo sich beide Bahnstrecken trennen.

### Abzweig Glòries(Ramal Glòries)
Der Abzweig Glòries verbindet den Aragó-Tunnel mit dem Bahnhof França. Er verlässt den eigentlichen Aragó-Tunnel an der Avinguda Diagonal und biegt dann an der Plaça de les Glòries Catalanes nach Süden ab. Kurz darauf folgt eine Gleisverbindung aus dem Meridiana-Tunnel aus Richtung Norden. Der Tunnel endet kurz vor dem Bahnhof França, an dem die alte Trasse von Maçanet-Massanes einmündet.